# Gayfobia

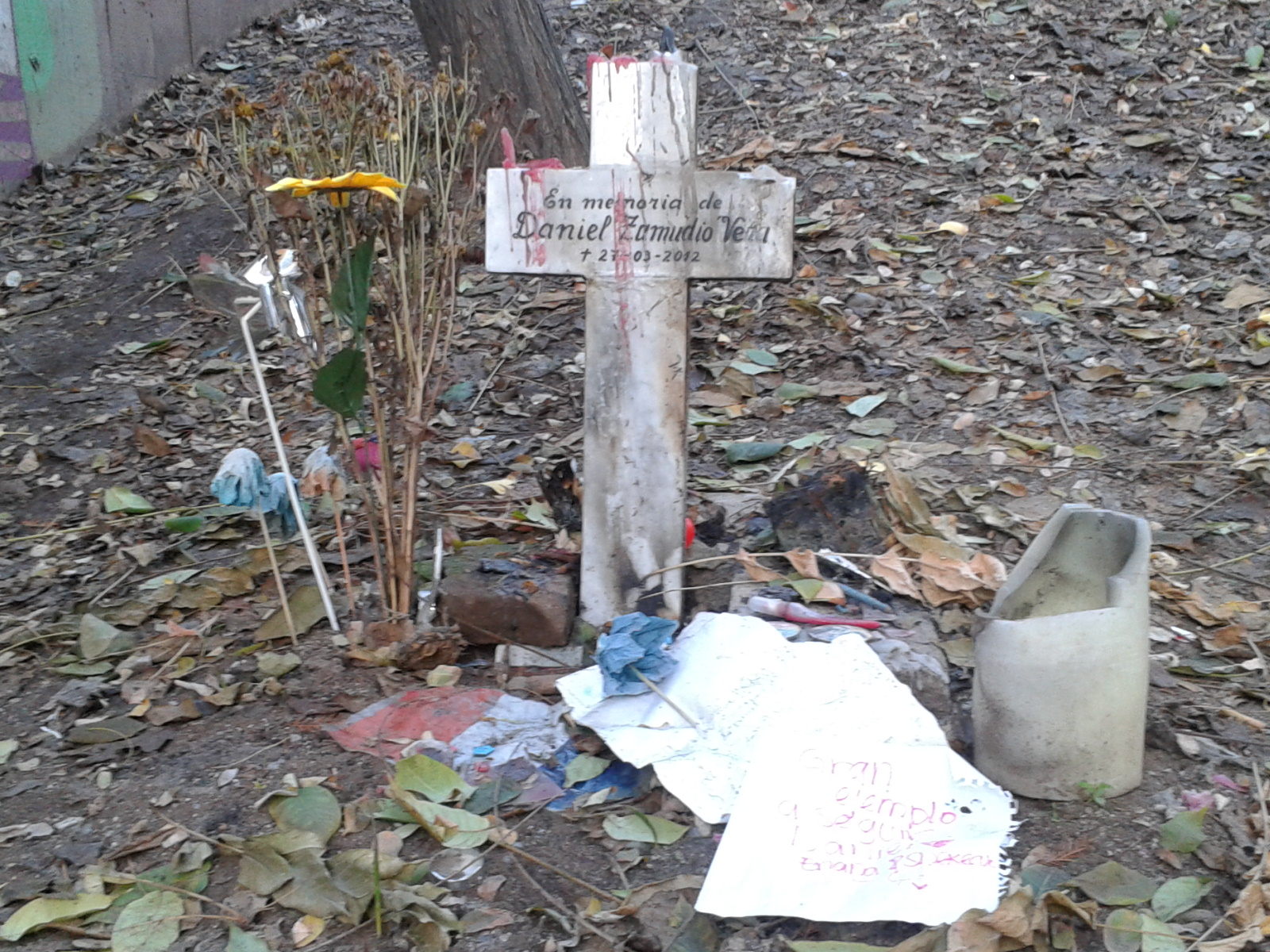
Sepultura de Daniel Zamudio, um chileno de 24 anos que foi espancado e torturado durante várias horas no centro de Santiago por uma gangue neonazista, que o atacou depois de saber que ele era gay

A discriminação contra gays, às vezes chamada de gayfobia e gaymisia, é uma forma de preconceito, ódio ou preconceito homofóbico dirigido especificamente a homens gays, homossexualidade masculina ou homens que são considerados gays. Essa discriminação está intimamente relacionada à femmefobia, que é a aversão ou hostilidade a indivíduos que se apresentam como femininos, incluindo a afeminofobia (ou efeminofobia), direcionada a homens gays e afeminados. A discriminação contra homens gays pode resultar de reações preconceituosas aos maneirismos femininos, ao estilo de roupa e até ao registro vocal. Dentro da comunidade LGBT, problemas internalizados, em torno do atendimento às expectativas sociais de masculinidade, foram encontradas entre homens gays, bissexuais e transgêneros.

## Teoriaqueer
Na academia francesa, os teóricos queer examinaram as maneiras únicas em que o patriarcado tenta impor masculinidade e heterossexualidade em corpos que se apresentam ou são identificados como homenis/hombris. O francês teórico racial e queer Louis-Georges Tin examinou a discriminação contra gays e o desenvolvimento histórico das várias formas de LGBTfobias sob a égide da homofobia. Ele escreve:
Houve um movimento inverso de diferenciação léxica operando no cerne do conceito de homofobia. Pela especificidade das atitudes em relação ao lesbiandade, o termo lesbofobia foi introduzido nos discursos teóricos, termo que traz à tona mecanismos particulares que o conceito genérico de homofobia tende a ofuscar. De uma só vez, essa distinção justifica o termo gayfobia, uma vez que grande parte do discurso homofóbico, na realidade, pertence apenas à homossexualidade masculina. Da mesma forma, o conceito de bifobia também foi proposto com o objetivo de destacar a situação singular dos bissexuais, muitas vezes estigmatizados por comunidades heterossexuais e homossexuais. Além disso, é preciso levar em consideração as questões muito diversas ligadas às pessoas transexuais, travestis e transgêneras, o que nos remete à noção de transfobia.
Em seu texto de 2017, O Movimento de Libertação das Mulheres: Impactos e Resultados, a historiadora de gênero alemã Kristina Schulz [de] observou que no cenário da mídia ocidental durante o Movimento pelos Direitos dos Gays dos anos 1970, o preconceito contra os gays atraiu mais atenção da mídia do que a lesbofobia, em grande parte devido à retórica de conservadores reacionários como Anita Bryant, que sugeriram que os gays eram predadores sexuais.

## Discriminação na sociedade

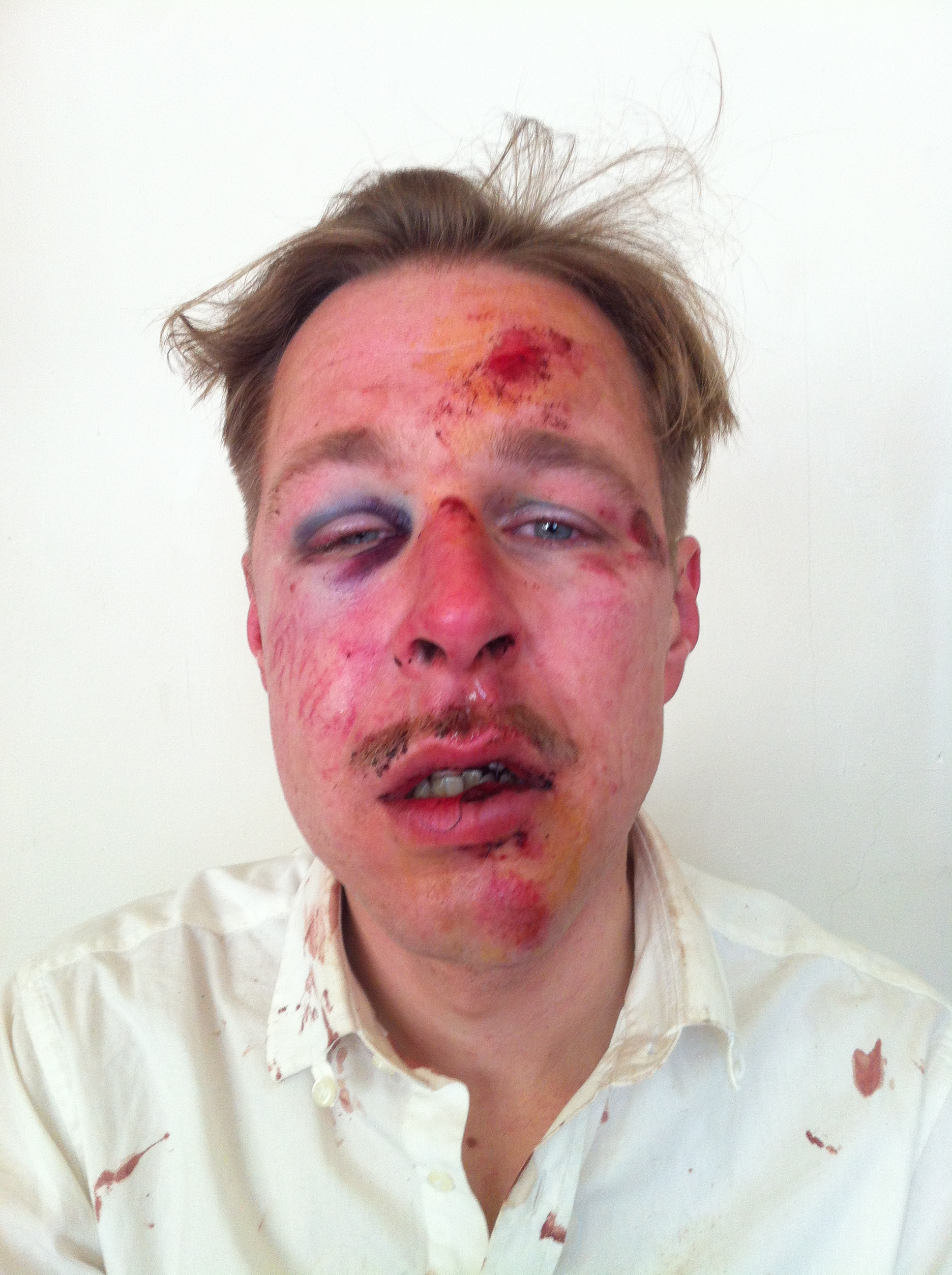
Wilfred de Bruijn em 2013

Segundo o governo francês, a discriminação contra gays "é uma forma de homofobia que afeta especificamente os homens. Embora seja voltado principalmente para homens gays e bissexuais, também pode afetar homens  heterossexuais que são percebidos como homossexuais. Homens gays podem ser alvos de agressão física ou desvalorizados por estereótipos ligados à feminização e hipersexualização".

O jornalista Pierre Bouvier descreveu o sentimento anti-gay como paralelo à lesbofobia. Observando como essas duas formas diferentes de homofobia operam nas culturas ocidentais, ele escreveu,
Há uma diferença muito clara nos mecanismos entre a gayfobia e a lesbofobia, e isso se traduz em diferentes tipos de agressão. Onde a imaginação coletiva super-sexualiza homens gays e exerce forte violência verbal e física contra meninos e homens que não são considerados suficientemente masculinos ou heterossexuais; para as mulheres, por outro lado, a afirmação de sua identidade lésbica será ainda mais desqualificada, minimizada, reduzida a uma moda passageira ou mesmo sexualizada como um prelúdio da heterossexualidade.

## Teoria queer
Na academia francesa, teóricos queer examinaram as maneiras únicas pelas quais o patriarcado tenta impor tanto a masculinidade quanto a heterossexualidade àqueles com corpos masculinos. O teórico francês queer e de raça Louis-Georges Tin examinou a discriminação contra homens gays e o desenvolvimento histórico das várias formas de fobias relacionadas a LGBT sob o guarda-chuva da homofobia. Ele escreve:
Houve um movimento inverso de diferenciação lexical operando no cerne do conceito de homofobia. Devido à especificidade das atitudes em relação ao lesbianismo, o termo lesbofobia foi introduzido nos discursos teóricos, termo que evidencia mecanismos particulares que o conceito genérico de homofobia tende a ofuscar. De uma só tacada, essa distinção justifica o termo gayfobia, já que grande parte do discurso homofóbico, na realidade, diz respeito apenas à homossexualidade masculina. Da mesma forma, o conceito de bifobia também foi proposto para destacar a situação singular dos bissexuais, frequentemente estigmatizados tanto pelas comunidades heterossexuais quanto pelas homossexuais. Além disso, precisamos levar em consideração as questões muito diferentes ligadas a pessoas transexuais, travestis e transgênero, o que traz à tona a noção de transfobia.
No seu texto de 2017, The Women's Liberation Movement: Impacts and Outcomes, a historiadora de gênero alemã  de observou que, no cenário midiático ocidental durante o Movimento pelos direitos dos homossexuais dos anos 1970, o preconceito contra homens gays atraía mais atenção da mídia do que a lesbofobia, em grande parte devido à retórica de conservadores reacionários como Anita Bryant, que sugeriam que homens gays eram predadores sexuais.

## Estudos acadêmicos
Em estudos revisados por pares que separam e distinguem a homofobia entre discriminação contra homens gays e contra lésbicas, pesquisadores encontraram diferenças estatisticamente significativas entre homens e mulheres heterossexuais quanto às suas atitudes em relação a homens que percebem como gays. Embora não tenham sido encontradas diferenças estatisticamente significativas entre homens e mulheres em relação às lésbicas, homens heterossexuais demonstram níveis elevados de animosidade direcionada a homens que percebem como gays.

### Linguística
Estudiosos notam que a maioria dos termos pejorativos homofóbicos são especificamente direcionados contra homens gays. Paul Baker da Universidade de Lancaster escreve: "Muitos homens gays foram sujeitos a sessões de xingamentos, possivelmente desde um período anterior ao reconhecimento da homossexualidade. A superlexicalização de termos pejorativos para ‘homem gay’ que existem (por exemplo: faggot, pansy, puff, shirt-lifter, brown-hatter, fairy, batty-boy, queer, etc.) é mais uma prova de seu status como ‘alvo.’"
Daniel Green da Universidade de Economia e Negócios de Viena analisou a aplicação pelo Supremo Tribunal da Áustria (OGH) do conceito de "fornicação entre pessoas do mesmo sexo" em casos de recurso entre 1978 e 2014, revelando discriminação sistêmica que prejudica principalmente homens gays. Seu estudo auxiliado por corpus mostra como a linguagem do OGH confunde relações consensuais entre pessoas do mesmo sexo com delitos graves como coerção sexual, perpetuando vieses heteroandrocentristas e marginalizando minorias sexuais sob o disfarce de "proteção" e "prevenção". Essas práticas refletem a homofobia institucionalizada, com decisões que reforçam desigualdades sociais.